# (2220) Hicks
(2220) Hicks est un astéroïde de la ceinture principale.

## Description
(2220) Hicks est un astéroïde de la ceinture principale. Il fut découvert le 4 novembre 1975 à l'Observatoire Palomar par Eleanor Francis Helin. Il présente une orbite caractérisée par un demi-grand axe de 3,16 UA, une excentricité de 0,16 et une inclinaison de 2,6° par rapport à l'écliptique.

## Nom
Cet astéroïde a été nommé en l'honneur de William B. Hicks, ancien élève de l'Institut de technologie de Californie, ingénieur distingué, homme d'affaires et partisan des sciences. Le nom a été proposé par E. F. Helin et Eugene M. Shoemaker.

## Compléments